# Ducato di Bergamo
Il Ducato di Bergamo fu una delle entità territoriali che formarono il regno dei Longobardi. Creato intorno al 570, poco dopo l'invasione guidata da Alboino, cessò di essere sede ducale nel 702. Venne retto dai membri della dinastia degli Arodingi.

## La costituzione del ducato
Con l'invasione del 568 guidata da Alboino anche Bergamo cadde sotto il dominio longobardo, assumendo un'importanza notevole per la sua posizione strategica. Bergamo, infatti, costituiva il crocevia tra le strade militari che congiungevano il Friuli alla parte occidentale della Pianura padana e a Pavia, capitale del regno.
Dopo l'uccisione di Alboino e di quella di Clefi, suo successore, il regno cadde in quella che fu definita l'anarchia longobarda (Periodo dei Duchi), della durata di dieci anni, in cui governarono i duchi; a Bergamo governò Wallari, che fu dunque il primo duca di Bergamo e del suo territorio nel primo tumultuoso periodo della conquista longobarda non ancora consolidata. Il periodo era particolarmente difficile, l'Italia non si era ancora ripresa dalla disastrosa guerra greco-gotica che un'altra invasione, quella longobarda, si abbatté su un territorio semidistrutto e su una popolazione rarefatta e ridotta alla fame. Anche Bergamo e il suo ducato, reduci dai precedenti eventi bellici subì le dure condizioni della conquista longobarda.
(Paolo Diacono, Historia Langobardorum, II, 32)

## La ribellione di Gaidulfo
Con l'elezione a re di Autari e la ricostituzione del regno (584) la situazione politica si stabilizzò e migliorarono le condizioni di vita della popolazione autoctona assoggettata; il Ducato di Bergamo, inteso come complesso politico-militare, ma non ancora territoriale, era tra i più importanti e agguerriti tanto da fare ritenere a Gaidulfo, successore di Wallari, di potersi ribellare, assieme ad altri, al nuovo re, Agilulfo, e sostenere con lui un conflitto armato. I ribelli si contavano soprattutto tra quelli che, nel corso delle campagne militari del 590, avevano disertato il capo longobardo per unirsi a Franchi e Bizantini: costoro non accettarono immediatamente Agilulfo come re, e il sovrano fu costretto a conquistarsi con le armi la fedeltà. Sconfisse a più riprese i ribelli, ma la rivolta durò fino al 594, quando Agilulfo sconfisse e condannò al patibolo come traditori molti dei duchi ribelli, compreso Gaidulfo.
(Paolo Diacono, Historia Langobardorum, IV, 13)
La vicenda di Gaidulfo è emblematica della forza del gruppo di potere che reggeva il ducato almeno nelle aspettative del duca anche se alla fine la sua rivolta si dimostrò effimera.

## La soppressione del ducato

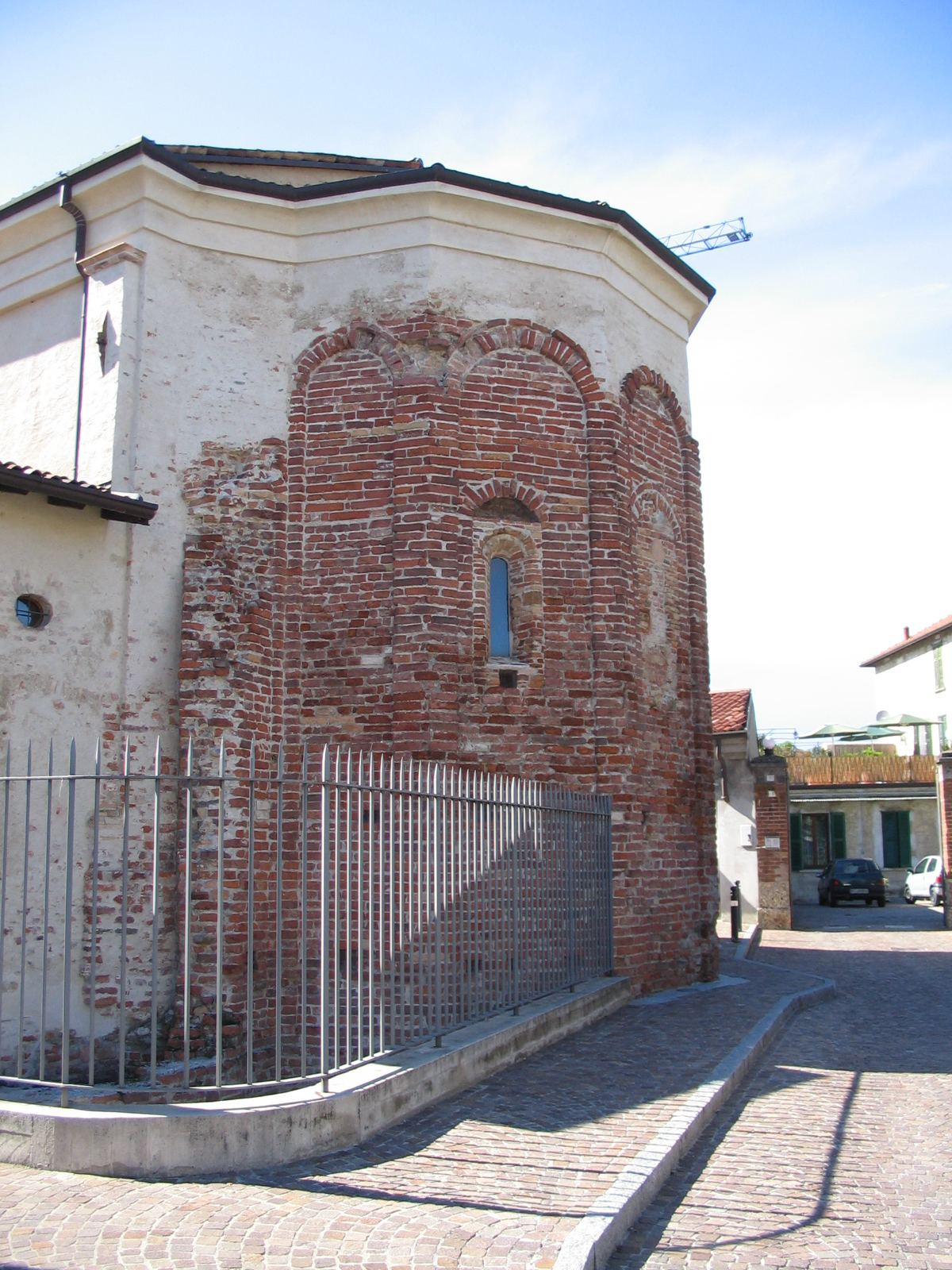
La Basilica autarena di Fara Gera d'Adda (Bergamo)

Nella seconda metà del VII secolo il ducato, seguendo l'evoluzione generale del regno longobardo, alternò fasi di maggiore autonomia ad altre di controllo più marcato da parte del potere centrale, in particolare durante i regni di Grimoaldo, Pertarito e Cuniperto. Parallelamente, si affermava quasi universalmente la religione cattolica, sostenuta dalla dinastia Bavarese a discapito di altre scelte religiose, ormai minoritarie dei Longobardi (paganesimo, arianesimo, Scisma tricapitolino). A Bergamo si evidenziò la forza nascente del vescovo nella persona di Giovanni, figura particolarmente carismatica, che riportò al culto cattolico la Basilica autariana di Fara Gera d'Adda, fino ad allora dedicata al culto ariano.
Il passaggio tra il VII e l'VIII secolo fu un momento di grave confusione ai vertici del regno longobardo, con lotte sanguinose che opposero vari pretendenti al trono. L'ultimo duca di Bergamo, Rotarit, alla morte di re Cuniperto si schierò al fianco dell'erede al trono minorenne, Liutperto, e del suo tutore Ansprando. Sconfitto una prima volta da Ragimperto (700) e una seconda da Ariperto II (702), si rinserrò nella sua Bergamo e si proclamò antire. Ariperto marciò contro di lui, lo sconfisse dopo un sanguinoso assedio e, dopo avergli fatto rasare il capo e la barba in segno di disprezzo (era il trattamento applicato a schiavi e prigionieri di guerra), lo relegò a Torino dove lo fece uccidere. Il ducato venne soppresso e ridotto a gastaldato governato direttamente dal re attraverso propri uomini di fiducia.
Bergamo e il suo territorio riacquisirono una struttura politica autonoma soltanto dopo la conquista dell'Italia settentrionale da parte di Carlo Magno, nel 774. L'imperatore eresse infatti Bergamo a sede di una contea retta in un secondo momento dai Gisalbertini.

## Duchi di Bergamo
- Wallari
- Gaidulfo
- Rotarit (ultimo duca)

## Il titoloduca di Bergamo
Il titolo di duca di Bergamo fu riesumato nel XX secolo ed attribuito a Adalberto di Savoia-Genova, rimanendo mero titolo onorifico.